# Équipe du Honduras de football
Cet article traite de l'équipe masculine. Pour l'équipe féminine, voir Équipe du Honduras féminine de football.
Maillots
L'équipe du Honduras de football (Selección de fútbol de Honduras) est la sélection de joueurs honduriens représentant le pays lors des compétitions internationales de football masculin, sous l'égide de la Fédération du Honduras de football (Federación Nacional Autónoma de Fútbol de Honduras).
Née en 1921, la sélection hondurienne a connu sa meilleure performance en remportant en 1981 la Coupe des nations de la CONCACAF, le championnat d'Amérique du Nord, d'Amérique centrale et des Caraïbes, à domicile. Elle a également participé à trois reprises à la Coupe du monde, en 1982, 2010 et 2014.

## Histoire

### Les débuts du Honduras
Le premier match officiel du Honduras a lieu le 14 septembre 1921, à Guatemala city, contre l'équipe du Guatemala, et se solde par une défaite sur le score fleuve de 10 buts à 1, ce qui constitue aussi la plus large défaite du Honduras.
Une sélection nationale ne retrouve les terrains que neuf ans plus tard, pour les Jeux d'Amérique centrale et des Caraïbes de 1930 (en) dont elle termine troisième derrière Cuba et le Costa Rica. Dans les années qui suivent, ces jeux régionaux sont les seules occasions pour lesquelles une sélection est rassemblée, en 1935 (en) puis en 1950 (en) (elle y est de nouveau troisième).
Elle dispute également la Coupe CCCF en 1946 (en) à San José où l’équipe enregistre sa plus large victoire contre le Nicaragua, le 13 mars 1946, sur le score de 13 buts à 0. Les Honduriens participent aussi aux éditions de 1953 (en), 1955 (en), 1957, 1960 (en) et 1961 (en). Leur meilleure performance dans cette compétition est une deuxième place acquise lors de l'édition de 1953, derrière le Costa Rica, pays hôte.
Une fédération spécifiquement consacrée au football, la Federación Nacional Autónoma de Fútbol de Honduras (FENAFUTH), est fondée en 1951 et obtient immédiatement son affiliation à la FIFA. Elle devient membre de la CONCACAF depuis sa fondation en 1961.
Il faut attendre les éliminatoires de la Coupe du monde 1962 pour y voir participer le Honduras pour la première fois, mais il est éliminé dès le premier tour par le Costa Rica, après un match d'appui. Lors des qualifications à la Coupe du monde 1966, il est encore éliminé au premier tour en phase de poule, par le Mexique et les États-Unis.
La CONCACAF organise en 1963 la première édition de son tournoi continental, sur le modèle du championnat sud-américain qui existe depuis 1916. Vainqueur de son groupe au premier tour, le Honduras s'incline en poule finale face au Costa Rica, vainqueur, le Salvador, pays hôte, et les Antilles néerlandaises. Après avoir manqué la qualification à la deuxième édition de la Coupe des nations de la CONCACAF en 1965, le Honduras organise celle de 1967. En poule finale, il termine troisième derrière le Guatemala et le Mexique.

### La «guerre du football» de 1969 avec le Salvador
Lors des éliminatoires à la Coupe du monde de 1970, le Honduras domine lors d'une première phase de poule la Jamaïque et le Costa Rica. En demi-finale du tour final, les Catrachos affrontent leurs voisins du Salvador. Vainqueurs à l'aller à Tegucigalpa (1-0) puis défaits au retour à San Salvador (0-3), dans des climats particulièrement hostiles à l'équipe visiteuse, ils s'inclinent finalement lors du match d'appui à Mexico (2-3 a. p.).
Ce dernier match, joué sur terrain neutre, provoque des troubles dans les deux pays qui dégénèrent en conflit armé : c'est la célèbre « guerre de cent heures », appelée à tort « guerre du football » car les raisons du conflit dépassent largement le cadre du sport. Elle cause la mort de plusieurs milliers de militaires et de civils,.

### De 1970 à la Coupe du monde 1982

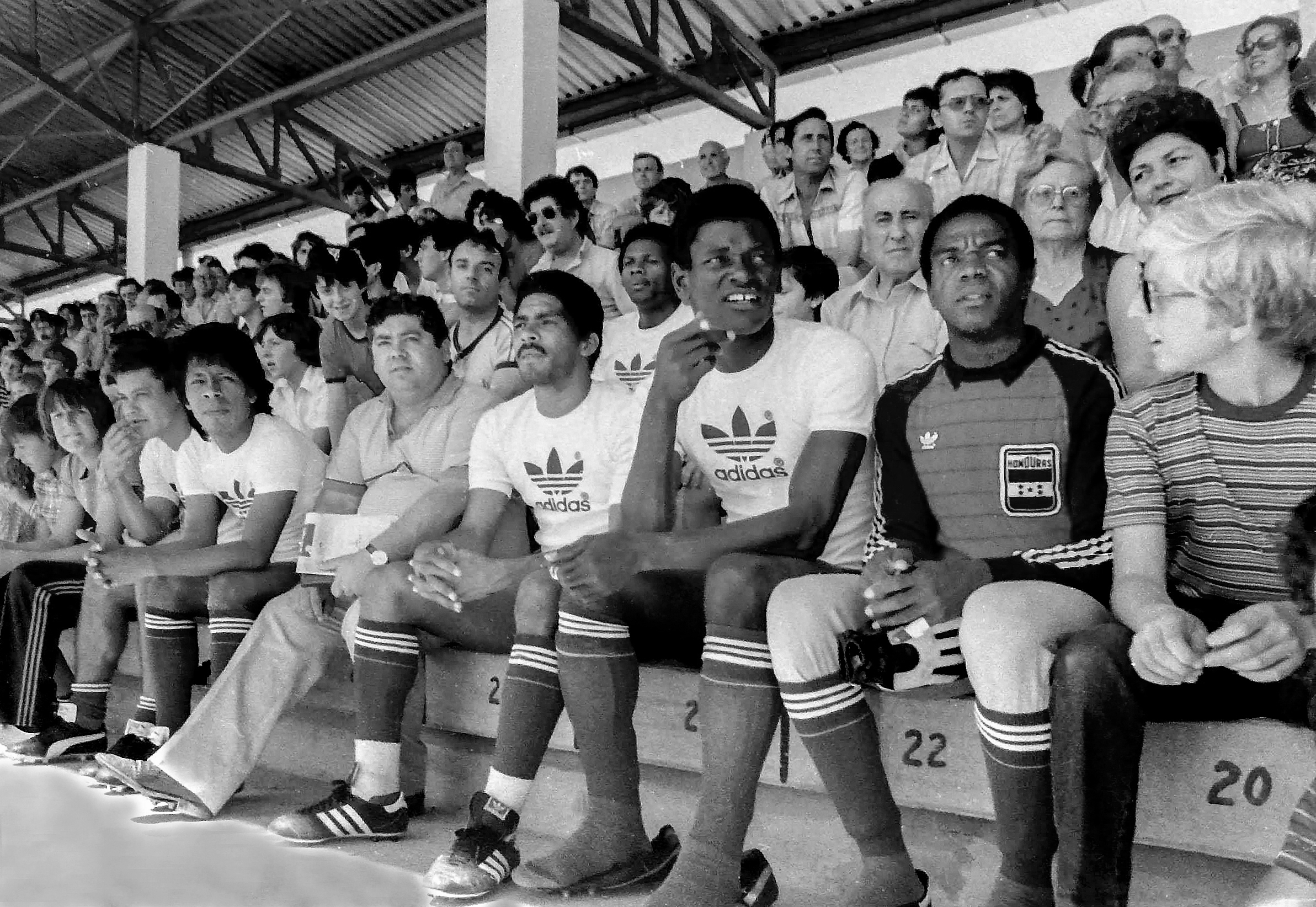
L'équipe du Honduras lors d'un match amical avant la Coupe du monde 1982.

Pour la Coupe du monde 1974, le Honduras écarte d'abord le Costa Rica mais est éliminé au tour final, terminant quatrième sur six. Haïti, à domicile, devance notamment le Mexique et se qualifie pour le mondial. La sélection hondurienne connaît alors sept ans de quasi-interruption et ne s'inscrit notamment pas pour les tours préliminaires à la Coupe du monde de football 1978.
Le Honduras retrouve les terrains pour la Coupe des nations de la CONCACAF 1981, qui tient lieu de tours préliminaires à la Coupe du monde 1982. Dirigée par le charismatique Chelato Uclés, la sélection termine en tête de la poule d'Amérique centrale et se qualifie pour la poule finale de la CONCACAF, qu'elle organise en novembre 1981 à domicile. Elle y termine de nouveau à la première place, devant le Salvador, le Mexique, le Canada, Cuba et Haïti, et remporte ainsi son premier titre de champion de la CONCACAF. Elle y gagne de surcroît son billet pour la phase finale de la Coupe du monde 1982, avec son dauphin le Salvador,. Le match nul obtenu face au Mexique, qui élimine ce dernier des qualifications au profit du Salvador, est vécu amèrement au Mexique.
Pour sa première participation à une Coupe du monde, le Honduras arrive en pleine décontraction. Il tient en échec, à la surprise générale, le pays organisateur, l'Espagne, à Valence. Après l'ouverture du score précoce d'Héctor Zelaya, l'Espagne n'égalise qu'en seconde période sur pénalty. Il récidive contre la surprenante Irlande du Nord (1-1, but d'Eduardo Laing). Finalement battu par la Yougoslavie sur un nouveau pénalty en toute fin de match, il finit quatrième de son groupe, à un seul point de l'Espagne, deuxième,.

### Les irrégulières années 1980, 1990 et 2000
L'exploit de 1982 est sans lendemain. Lors des éditions 1985 et 1989 de la Coupe des nations de la CONCACAF, qualificatives pour les Coupes du monde de 1986 et 1990, le Honduras ne réitère sa performance de 1981. En 1985, la sélection est devancée au tour final par le Canada, après avoir éliminé lors des tours précédents le Suriname, le Salvador et le Panama. Quatre ans plus tard, elle est éliminée dès son entrée en lice au second tour des qualifications par Trinité-et-Tobago, après deux matches nuls (0-0, 1-1), du fait de la règle des buts marqués à l'extérieur.
En 1991 la CONCACAF renomme sa Coupe des nations d'Amérique du Nord, centrale et Caraïbe « Gold Cup ». Pour y participer, les sélections d'Amérique centrale doivent dorénavant disputer un nouveau tournoi qualificatif, la Coupe UNCAF des nations. Deuxième de la Coupe UNCAF en 1991, le Honduras participe à la première édition de la Gold Cup. En tête de son groupe devant le Mexique (1-1), le Canada (battu 4-2) et la Jamaïque (battu 5-0), puis vainqueur en demi-finale du Costa Rica (2-0), le Honduras s'incline en finale contre les États-Unis, pays hôte, aux tirs au but (0-0 a. p., 4-3 t.a.b. - après huit essais pour chaque équipe).

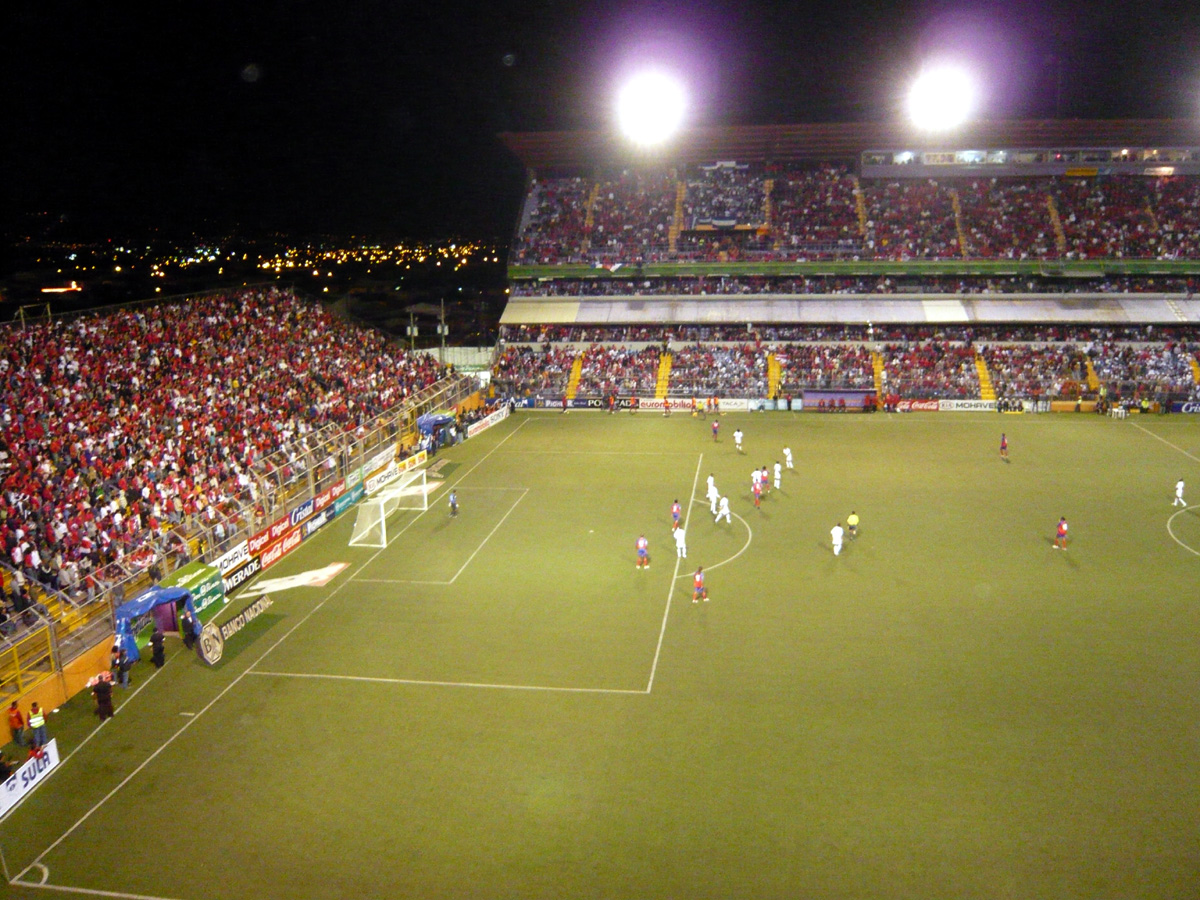
Scène du duel classique entre Honduras et Costa Rica (ici en 2009).

Deux ans plus tard, le Honduras remporte la Coupe UNCAF des nations (devant le Costa Rica, le Panama et le Salvador) mais est ensuite éliminé dès le premier tour de la Gold Cup, en terminant troisième de sa poule derrière les États-Unis et la Jamaïque. Pour la Coupe du monde 1994, le Honduras finit quatrième de la poule du dernier tour de qualifications, derrière le Mexique, le Canada et le Salvador.
Le Honduras remporte de nouveau la Coupe UNCAF en 1995, en battant le Costa Rica aux tirs au but puis le Guatemala en finale (3-0). Mais ce succès n'a pas de suite. À la Gold Cup 1996, il est éliminé au premier tour avec deux défaites contre le Canada et les moins de 23 ans du Brésil, invités pour l'occasion. Pour la Coupe du monde 1998, il est battu au second tour par le Mexique et la Jamaïque mais devance Saint-Vincent-et-les-Grenadines à qui il inflige une lourde défaite (11 buts à 3) le 17 novembre 1996.
Il se classe quatrième de la Coupe UNCAF en 1997 et troisième en 1999. À la Gold Cup 1998, il est éliminé au premier tour avec deux défaites contre le Mexique et Trinité-et-Tobago. Deux ans plus tard aux États-Unis, après deux victoires au premier tour contre la Colombie, invitée à son tour, et la Jamaïque, le Honduras est battu 5-3 par le Pérou, autre invité de la compétition, en quart de finale. En 2001, le Honduras organise à domicile la Coupe UNCAF des nations. Éliminé dès la phase de groupe, il manque la qualification pour la Gold Cup 2002.
Quelques semaines plus tard, les Catrachos sont invités à disputer la Copa América, la coupe d'Amérique du Sud des nations, qui se tient en Colombie. Cette invitation fait suite aux forfaits du Canada et de l'Argentine, inquiets du contexte sécuritaire. Ils y réalisent une performance de premier plan en atteignant la troisième place. Après une défaite initiale contre le Costa Rica (0-1), autre invité de dernière minute, ils battent la Bolivie (2-0) et l'Uruguay (1-0) grâce à trois buts d'Amado Guevara et se qualifient pour la suite. Les Honduriens créent la surprise en battant le Brésil, privé de ses meilleurs joueurs, en quart de finale (2-0, but de Belletti csc et de Saúl Martínez),. En demi-finales, ils s'inclinent contre la Colombie, pays hôte (0-2). Lors du match pour la troisième place, le Honduras retrouve l'Uruguay, qu'il bat de nouveau (2-2, 5:4 t.a.b., buts de Saúl Martínez et de Júnior Izaguirre).
En parallèle, la sélection dispute les qualifications pour la Coupe du monde 2002. Après un bon parcours, elle se trouve en bonne position lors du tour final mais rate finalement la qualification pour le Mondial après deux ultimes défaites contre Trinité-et-Tobago, déjà éliminée, à domicile (0-1) puis face au Mexique au stade Azteca (0-3).
En 2002, le Honduras remporte la Coupe du nouvel an chinois (en) à Hong Kong puis participe à la Coupe Kirin au Japon. Quatrième de la Coupe UNCAF en 2003, il se sort du tour préliminaire de la Gold Cup 2003 mais est éliminé au premier tour par le Mexique (0-0) et les moins de 23 ans du Brésil (1-2, but de León), tous deux finalistes du tournoi. En 2004, il attaque les qualifications pour la Coupe du monde 2006, dont il est éliminé au second tour par le Costa Rica et le Guatemala.
Deuxième de la Coupe UNCAF en 2005, derrière le Costa Rica, le Honduras dispute la Gold Cup 2005. Premier de son groupe au premier tour, après avoir notamment battu la Colombie, il bat en quart de finale le Costa Rica (3-2) mais perd en fin de match sa demi-finale contre les États-Unis (1-2). Wílmer Velásquez est co-meilleur buteur de la compétition avec trois buts, le défenseur Samuel Caballero apparait dans l'équipe type du tournoi.
Deux ans plus tard, le Honduras fait appel à l'entraîneur colombien Reynaldo Rueda. Il se qualifie pour la Gold Cup 2007 malgré une décevante cinquième place à la Coupe UNCAF. Il termine en tête de son groupe avec deux victoires contre le Mexique (2-1) et Cuba (5-0) et une défaite contre le Panama (2-3), mais en quart il perd contre la sensation du tournoi, la Guadeloupe (2-1, but de Carlos Pavón contre deux buts d'Angloma et Socrier). Pavón finit meilleur buteur de la compétition avec cinq buts et fait partie de l’équipe-type du tournoi. À la Coupe UNCAF des nations 2009, tournoi qu'il organise, le Honduras est troisième, éliminé en demi-finales par le Panama (0-1). Lors de la Gold Cup qui suit, il se hisse en demi-finale en battant notamment le Canada (1-0) en quart de finale, mais y est logiquement éliminé par les États-Unis (2-0), pays hôte. L'attaquant Walter Martinez, buteur contre le Canada sur penalty, apparaît à son tour dans l'équipe type du tournoi.

### Les années 2010 parmi le gotha mondial

#### Coupe du monde 2010

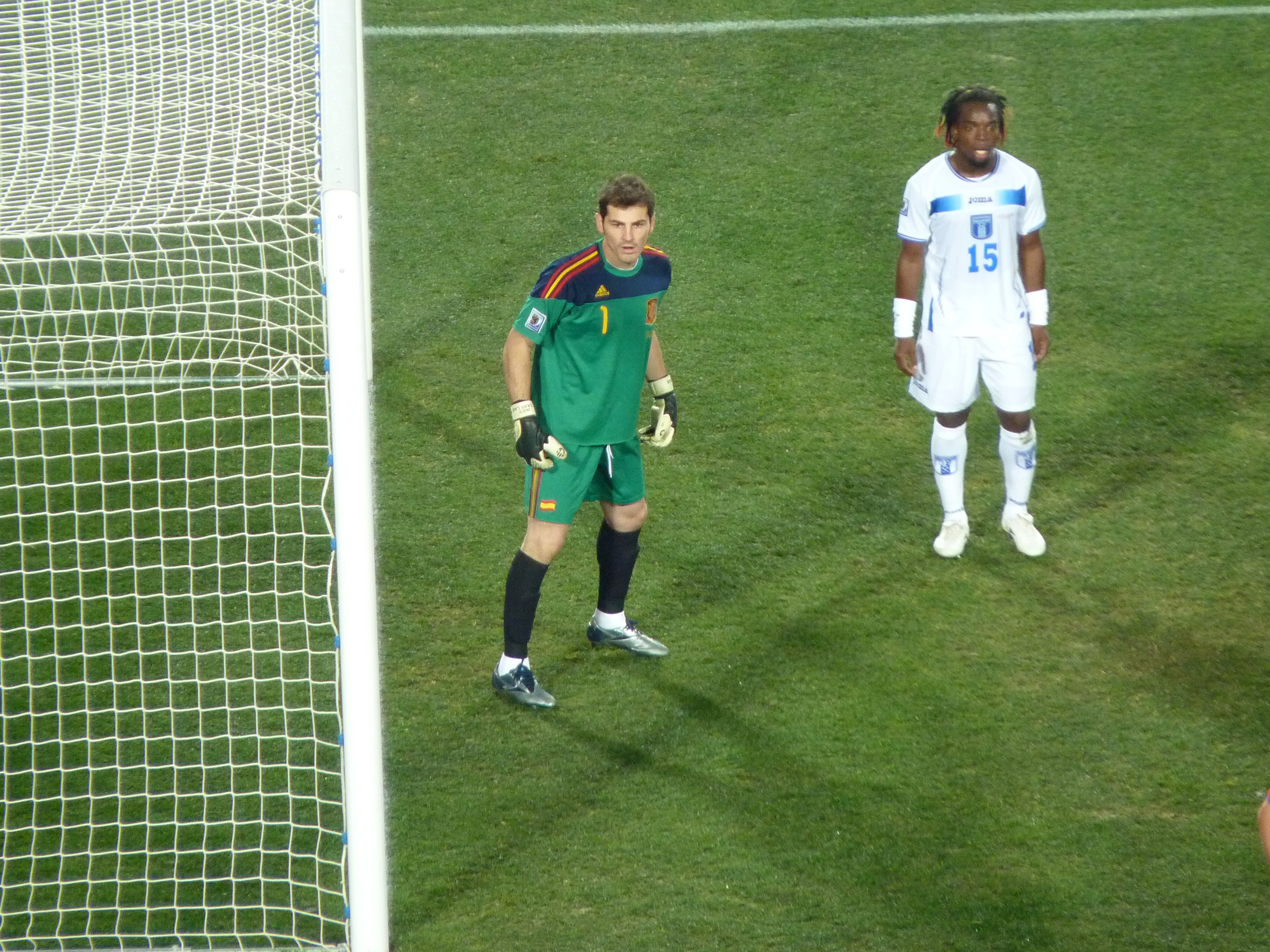
Martínez, en blanc, contre l'Espagne à la Coupe du monde 2010.

Lors des éliminatoires pour le Mondial 2010, le Honduras se qualifie pour le tournoi final hexagonal, en terminant premier de son groupe du troisième tour, devant le Mexique, la Jamaïque et le Canada, tous trois battus à domicile. Lors de la dernière journée de ce quatrième tour, le Honduras doit espérer que le Costa Rica ne l'emporte pas face aux États-Unis pour conserver la troisième place qualificative. L'égalisation des Américains à la dernière minute de jeu offre au Honduras la deuxième qualification de son histoire pour une Coupe du monde et oblige le Costa Rica à disputer un match de barrage face à l'Uruguay (qu'il perdra).
Vingt-huit ans après sa seule participation à une Coupe du monde, l'équipe nationale se présente en Afrique du Sud dans le rôle du « petit poucet ». 38e au dernier classement mondial, elle fait face au premier tour, dans le groupe H, à l'Espagne (2e mondial et champion d'Europe en titre), au Chili (18e mondial) et à la Suisse (24e au classement). La sélection de Rueda perd ses deux premières rencontres du groupe face au Chili (0-1) puis à l'Espagne (0-2). Lors du troisième match, elle tient le point du match nul face à la Suisse, qui devait l'emporter pour se qualifier (0-0). L'équipe termine quatrième de la poule avec un point et est éliminée.

#### Coupe du monde 2014

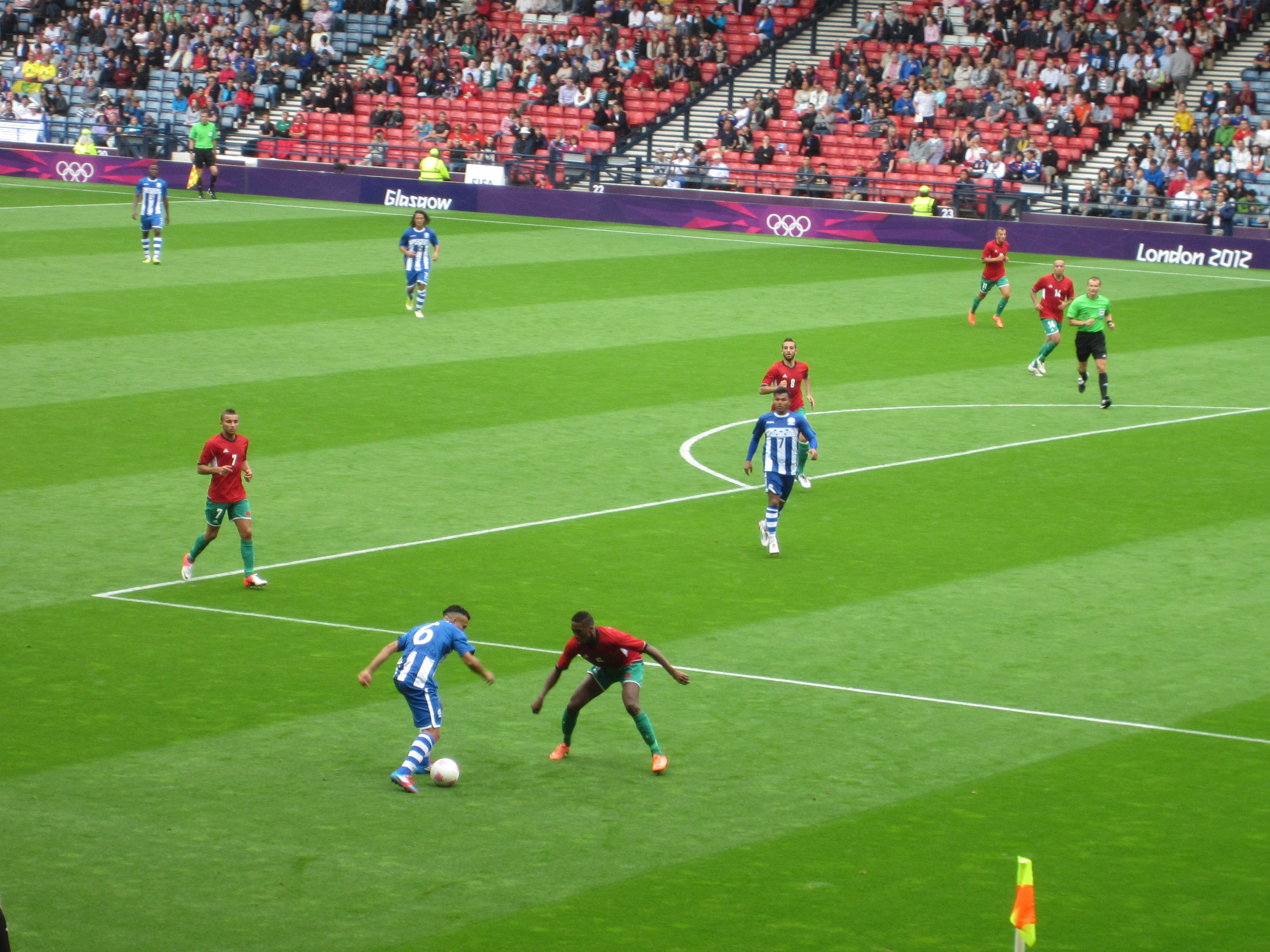
Les Honduriens, en bleu, aux JO de 2012.

Après avoir désigné comme nouveau sélectionneur le Mexicain Juan de Dios Castillo - un vieil habitué du championnat hondurien - en août 2010, le Honduras obtient de bons résultats en remportant notamment, en janvier 2011, la Coupe UNCAF au détriment du Costa Rica (2-1 en finale) après seize années de disette dans ce tournoi. Pourtant la Fédération remplace Castillo par le Colombien Luis Suárez à la tête de la sélection. Ce choix s'avère judicieux, Suárez menant le Honduras en demi-finale de la Gold Cup 2011 (défaite 0-2 a.p face au Mexique, futur vainqueur du tournoi). En outre, Suárez qualifie la sélection olympique aux JO de Londres 2012 et la conduit en quart de finale après avoir battu l'Espagne (1-0) au premier tour. Elle n'est éliminée qu'en quart de finale par le Brésil (2-3).
Deuxième de la Coupe UNCAF des nations 2013 au Costa Rica, le Honduras valide sa qualification pour la Gold Cup 2013. Les Catrachos commencent le tournoi en dominant Haïti (2-0) puis leurs rivaux du Salvador (1-0), grâce à un but à la dernière minute de Jorge Claros. Malgré une défaite face à Trinité-et-Tobago (0-2), ils accèdent aux quarts de finale, et y battent leurs rivaux du Costa Rica 1-0 (but de Andy Najar). Qualifiés en demi-finale du tournoi pour la cinquième fois de leur histoire, ils s'inclinent face aux États-Unis (3-1, dont un doublé de Landon Donovan).
Lors des qualifications pour le Mondial 2014, le Honduras finit deuxième de la poule du troisième tour derrière le Panama mais devant le Canada (auquel il inflige un sévère 8-1 à San Pedro Sula) et Cuba. Le Honduras affronte au dernier tour le Mexique, les États-Unis, le Costa Rica, le Panama et la Jamaïque. Le Honduras obtient une victoire historique le 6 septembre 2013 face au Mexique (2-1) au stade Azteca. En allant chercher un match nul (2-2), lors de la dernière journée, à Kingston (Jamaïque), le Honduras valide sa qualification pour la Coupe du monde au Brésil et ce pour la troisième fois de son histoire.
Lors de la Coupe du monde au Brésil, le Honduras affronte au premier tour la France, l'Équateur et la Suisse, mais perdra successivement ses trois matchs, face à la France (3-0), l'Équateur (2-1) et finalement la Suisse (3-0), qui avait besoin de gagner pour se qualifier. Le Honduras finit donc dernier de sa poule et est éliminé.

#### L'ère Pinto (2014-2017)
Suárez parti, la Fédération du Honduras opte pour un nouveau coach colombien, Jorge Luis Pinto, avec pour mission de qualifier l'équipe nationale à la Coupe du monde 2018 en Russie. Les débuts de Pinto sont difficiles puisque le Honduras est éliminé dès le premier tour lors de la Gold Cup 2015, compétition où les Honduriens avaient enchaîné trois demi-finales d'affilée entre 2009 et 2013. Il se rachète en se hissant avec l'équipe olympique dans le dernier carré du tournoi olympique de football de 2016 à Rio de Janeiro puis en remportant l'année suivante la Copa Centroamericana 2017, soit le quatrième titre des Honduriens dans cette compétition.
À l'occasion des éliminatoires de la Coupe du monde 2018, les Catrachos terminent à la quatrième place du dernier tour préliminaire de la zone CONCACAF, à la faveur d'une victoire arrachée in extremis face au Mexique lors de la dernière journée (3-2). Qualifiés à un barrage inter-continental face à l'Australie, cinquièmes de la zone Asie, ils tiennent en échec les Socceroos 0-0 à domicile, avant de succomber au match retour (1-3) et voient s'envoler leurs chances de participer à une troisième Coupe du monde d'affilée.

## Résultats

### Parcours en Coupe du monde
| Année | Position      |      | Année         | Position |                        | Année | Position |
| 1930  | Non inscrite  | 1974 | Non qualifiée | 2010     | 1er tour               |       |          |
| 1934  | Non inscrite  | 1978 | Non inscrite  | 2014     | 1er tour               |       |          |
| 1938  | Non inscrite  | 1982 | 1er tour      | 2018     | Non qualifiée          |       |          |
| 1950  | Non inscrite  | 1986 | Non qualifiée | 2022     | Non qualifiée          |       |          |
| 1954  | Non inscrite  | 1990 | Non qualifiée | 2026     | Éliminatoires en cours |       |          |
| 1958  | Non inscrite  | 1994 | Non qualifiée | 2030     | À venir                |       |          |
| 1962  | Non qualifiée | 1998 | Non qualifiée | 2034     | À venir                |       |          |
| 1966  | Non qualifiée | 2002 | Non qualifiée |          |                        |       |          |
| 1970  | Non qualifiée | 2006 | Non qualifiée |          |                        |       |          |

| Phase finale | Phase finale  | Phase finale  | Phase finale  | Phase finale  | Phase finale  | Phase finale  | Phase finale  | Phase finale  |             | Phase qualificative | Phase qualificative | Phase qualificative | Phase qualificative | Phase qualificative | Phase qualificative | Phase qualificative |
| Édition      | Résultat      | Classement    | J             | G             | N             | P             | BP            | BC            | Class.      | J                   | G                   | N                   | P                   | BP                  | BC                  |                     |
| ------------ | ------------- | ------------- | ------------- | ------------- | ------------- | ------------- | ------------- | ------------- | ----------- | ------------------- | ------------------- | ------------------- | ------------------- | ------------------- | ------------------- | ------------------- |
| 1930         | Non inscrit   | Non inscrit   | Non inscrit   | Non inscrit   | Non inscrit   | Non inscrit   | Non inscrit   | Non inscrit   | Non inscrit | Non inscrit         | Non inscrit         | Non inscrit         | Non inscrit         | Non inscrit         | Non inscrit         |                     |
| 1934         | Non inscrit   | Non inscrit   | Non inscrit   | Non inscrit   | Non inscrit   | Non inscrit   | Non inscrit   | Non inscrit   | Non inscrit | Non inscrit         | Non inscrit         | Non inscrit         | Non inscrit         | Non inscrit         | Non inscrit         |                     |
| 1938         | Non inscrit   | Non inscrit   | Non inscrit   | Non inscrit   | Non inscrit   | Non inscrit   | Non inscrit   | Non inscrit   | Non inscrit | Non inscrit         | Non inscrit         | Non inscrit         | Non inscrit         | Non inscrit         | Non inscrit         |                     |
| 1950         | Non inscrit   | Non inscrit   | Non inscrit   | Non inscrit   | Non inscrit   | Non inscrit   | Non inscrit   | Non inscrit   | Non inscrit | Non inscrit         | Non inscrit         | Non inscrit         | Non inscrit         | Non inscrit         | Non inscrit         |                     |
| 1954         | Non inscrit   | Non inscrit   | Non inscrit   | Non inscrit   | Non inscrit   | Non inscrit   | Non inscrit   | Non inscrit   | Non inscrit | Non inscrit         | Non inscrit         | Non inscrit         | Non inscrit         | Non inscrit         | Non inscrit         |                     |
| 1958         | Non inscrit   | Non inscrit   | Non inscrit   | Non inscrit   | Non inscrit   | Non inscrit   | Non inscrit   | Non inscrit   | Non inscrit | Non inscrit         | Non inscrit         | Non inscrit         | Non inscrit         | Non inscrit         | Non inscrit         |                     |
| 1962         | Non qualifiée | Non qualifiée | Non qualifiée | Non qualifiée | Non qualifiée | Non qualifiée | Non qualifiée | Non qualifiée | 1er tour    | 5                   | 2                   | 1                   | 2                   | 5                   | 8                   |                     |
| 1966         | Non qualifiée | Non qualifiée | Non qualifiée | Non qualifiée | Non qualifiée | Non qualifiée | Non qualifiée | Non qualifiée | 1er tour    | 4                   | 0                   | 1                   | 3                   | 1                   | 6                   |                     |
| 1970         | Non qualifiée | Non qualifiée | Non qualifiée | Non qualifiée | Non qualifiée | Non qualifiée | Non qualifiée | Non qualifiée | Demi-finale | 7                   | 4                   | 1                   | 2                   | 10                  | 8                   |                     |
| 1974         | Non qualifiée | Non qualifiée | Non qualifiée | Non qualifiée | Non qualifiée | Non qualifiée | Non qualifiée | Non qualifiée | 4/6         | 7                   | 2                   | 4                   | 1                   | 11                  | 10                  |                     |
| 1978         | Non inscrit   | Non inscrit   | Non inscrit   | Non inscrit   | Non inscrit   | Non inscrit   | Non inscrit   | Non inscrit   | Non inscrit | Non inscrit         | Non inscrit         | Non inscrit         | Non inscrit         | Non inscrit         | Non inscrit         |                     |
| 1982         | 1er tour      | 18e           | 3             | 0             | 2             | 1             | 2             | 3             | 1/6         | 13                  | 8                   | 4                   | 1                   | 23                  | 6                   |                     |
| 1986         | Non qualifiée | Non qualifiée | Non qualifiée | Non qualifiée | Non qualifiée | Non qualifiée | Non qualifiée | Non qualifiée | 2/3         | 10                  | 5                   | 4                   | 1                   | 15                  | 8                   |                     |
| 1990         | Non qualifiée | Non qualifiée | Non qualifiée | Non qualifiée | Non qualifiée | Non qualifiée | Non qualifiée | Non qualifiée | 1er tour    | 2                   | 0                   | 2                   | 0                   | 1                   | 1                   |                     |
| 1994         | Non qualifiée | Non qualifiée | Non qualifiée | Non qualifiée | Non qualifiée | Non qualifiée | Non qualifiée | Non qualifiée | 4/4         | 14                  | 6                   | 3                   | 5                   | 23                  | 20                  |                     |
| 1998         | Non qualifiée | Non qualifiée | Non qualifiée | Non qualifiée | Non qualifiée | Non qualifiée | Non qualifiée | Non qualifiée | 2e tour     | 6                   | 3                   | 1                   | 2                   | 18                  | 11                  |                     |
| 2002         | Non qualifiée | Non qualifiée | Non qualifiée | Non qualifiée | Non qualifiée | Non qualifiée | Non qualifiée | Non qualifiée | 4/6         | 20                  | 12                  | 2                   | 6                   | 49                  | 24                  |                     |
| 2006         | Non qualifiée | Non qualifiée | Non qualifiée | Non qualifiée | Non qualifiée | Non qualifiée | Non qualifiée | Non qualifiée | 2e tour     | 8                   | 3                   | 4                   | 1                   | 15                  | 8                   |                     |
| 2010         | 1er tour      | 30e           | 3             | 0             | 1             | 2             | 0             | 3             | 3/6         | 18                  | 10                  | 2                   | 6                   | 32                  | 18                  |                     |
| 2014         | 1er tour      | 31e           | 3             | 0             | 0             | 3             | 1             | 8             | 3/6         | 16                  | 7                   | 5                   | 4                   | 25                  | 15                  |                     |
| 2018         | Non qualifiée | Non qualifiée | Non qualifiée | Non qualifiée | Non qualifiée | Non qualifiée | Non qualifiée | Non qualifiée | 4/6         | 18                  | 5                   | 7                   | 6                   | 20                  | 28                  |                     |
| 2022         | Non qualifiée | Non qualifiée | Non qualifiée | Non qualifiée | Non qualifiée | Non qualifiée | Non qualifiée | Non qualifiée | 8/8         | 14                  | 0                   | 4                   | 10                  | 7                   | 26                  |                     |
| 2026         | À venir       |               |               |               |               |               |               |               |             |                     |                     |                     |                     |                     |                     |                     |
| Total        | 3/22          | 62e           | 9             | 0             | 3             | 6             | 3             | 14            |             | 162                 | 67                  | 45                  | 50                  | 255                 | 197                 |                     |

### Parcours en Gold Cup
| Année | Position          |      | Année             | Position |                  | Année | Position |
| 1963  | 4e                | 1991 | Finaliste         | 2011     | Demi-finale      |       |          |
| 1965  | Tour préliminaire | 1993 | 1er tour          | 2013     | Demi-finale      |       |          |
| 1967  | 3e                | 1996 | 1er tour          | 2015     | 1er tour         |       |          |
| 1969  | Tour préliminaire | 1998 | 1er tour          | 2017     | Quarts de finale |       |          |
| 1971  | 6e                | 2000 | Quarts de finale  | 2019     | 1er tour         |       |          |
| 1973  | 4e                | 2002 | Tour préliminaire | 2021     | Quarts de finale |       |          |
| 1977  | Forfait           | 2003 | 1er tour          | 2023     | 1er tour         |       |          |
| 1981  | Vainqueur         | 2005 | Demi-finale       | 2025     | Demi-finale      |       |          |
| 1985  | Finaliste         | 2007 | Quarts de finale  |          |                  |       |          |
| 1989  | Tour préliminaire | 2009 | Demi-finale       |          |                  |       |          |

### Parcours en Ligue des nations
| Édition   | Ligue | Phase de groupes | Phase de groupes | Phase de groupes | Phase de groupes | Phase de groupes | Phase de groupes | Phase de groupes | Phase finale | Phase finale | Phase finale | Phase finale | Phase finale | Phase finale | Phase finale | Phase finale |
| Édition   | Ligue | Class.           | M                | V                | N                | D                | BM               | BE               | Pays hôte    | Résultat     | M            | V            | N            | D            | BM           | BE           |
| --------- | ----- | ---------------- | ---------------- | ---------------- | ---------------- | ---------------- | ---------------- | ---------------- | ------------ | ------------ | ------------ | ------------ | ------------ | ------------ | ------------ | ------------ |
| 2019-2020 | A     | 1/3              | 4                | 3                | 1                | 0                | 8                | 1                | 2020         | Troisième    | 2            | 0            | 1            | 1            | 2            | 3            |
| 2022-2023 | A     | 2/3              | 4                | 2                | 0                | 2                | 5                | 7                | 2023         | Non qualifié | Non qualifié | Non qualifié | Non qualifié | Non qualifié | Non qualifié | Non qualifié |
| 2023-2024 | A     | 2/6              | 4                | 2                | 1                | 1                | 8                | 1                | 2024         | Quarts       | 2            | 1            | 0            | 1            | 2            | 2            |
| 2024-2025 | A     | 2/6              | 4                | 2                | 1                | 1                | 8                | 4                | 2025         | Quarts       | 1            | 1            | 0            | 1            | 2            | 4            |
| 2026-2027 | A     |                  |                  |                  |                  |                  |                  |                  | 2027         | À venir      | À venir      | À venir      | À venir      | À venir      | À venir      | À venir      |
| Total     | Total | Total            | 16               | 9                | 3                | 4                | 29               | 13               | Total        | Total        | 6            | 2            | 1            | 2            | 6            | 9            |

### Parcours en Coupe UNCAF
- 1991 :  2e
- 1993 * :  Vainqueur
- 1995 :  Vainqueur
- 1997 : 4e
- 1999 :  3e
- 2001 * : 1er tour
- 2003 : 4e
- 2005 :  Finaliste
- 2007 : 5e
- 2009 * :  3e
- 2011 :  Vainqueur
- 2013 :  Finaliste
- 2014 : 5e
- 2017 :  Vainqueur

### Parcours en Coupe Concacaf
- 1963 : 4e
- 1965 : Non qualifié
- 1967 * :  3e
- 1969 : Disqualifié
- 1971 : 6e
- 1973 : 4e
- 1977 : Non inscrit
- 1981 * :  Vainqueur
- 1985 :  2e
- 1989 : Non qualifié

Par ailleurs invité lors de la Copa América 2001, le Honduras accède aux demi-finales et termine à la troisième place.

### Classement FIFA
Depuis l'introduction du classement mondial de la FIFA en 1993, le Honduras a navigué entre la 101e place, son pire classement atteint en décembre 2015, et la 20e place de septembre 2001, qui fait suite à son bon parcours lors de la Copa América 2001. À cette occasion, la sélection hondurienne est la troisième mieux classée de la CONCACAF, derrière le Mexique et les États-Unis. En avril 2019, sa « place moyenne depuis la création du classement mondial » est la 55e.
| Année               | 1993 | 1994 | 1995 | 1996 | 1997 | 1998 | 1999 | 2000 | 2001 | 2002 | 2003 | 2004 | 2005 | 2006 | 2007 | 2008 | 2009 | 2010 | 2011 | 2012 | 2013 | 2014 | 2015 | 2016 | 2017 | 2018 | 2019 | 2020 | 2021 | 2022 |
| ------------------- | ---- | ---- | ---- | ---- | ---- | ---- | ---- | ---- | ---- | ---- | ---- | ---- | ---- | ---- | ---- | ---- | ---- | ---- | ---- | ---- | ---- | ---- | ---- | ---- | ---- | ---- | ---- | ---- | ---- | ---- |
| Classement mondial  | 40   | 53   | 49   | 45   | 73   | 91   | 69   | 46   | 27   | 40   | 49   | 59   | 41   | 56   | 53   | 40   | 37   | 59   | 53   | 58   | 42   | 71   | 101  | 75   | 68   | 62   | 62   | 64   | 76   | 81   |
| Classement Concacaf | 3    | 3    | 3    | 6    | 8    | 7    | 6    | 4    | 3    | 4    | 5    | 5    | 4    | 4    | 3    | 3    | 3    | 4    | 4    | 6    | 5    | 6    | 14   | 6    | 7    | 5    | 5    | 5    | 8    | 8    |

### Rivalités
| Sélection  | Matchs | V. | N. | D. | bp  | bc  | diff. |
| ---------- | ------ | -- | -- | -- | --- | --- | ----- |
| Salvador   | 83     | 39 | 23 | 21 | 128 | 89  | +39   |
| Costa Rica | 64     | 18 | 24 | 22 | 78  | 105 | -27   |
| Guatemala  | 51     | 18 | 19 | 14 | 59  | 60  | -1    |
| Panama     | 51     | 27 | 12 | 12 | 78  | 39  | +39   |
| Mexique    | 42     | 8  | 9  | 25 | 32  | 77  | -45   |

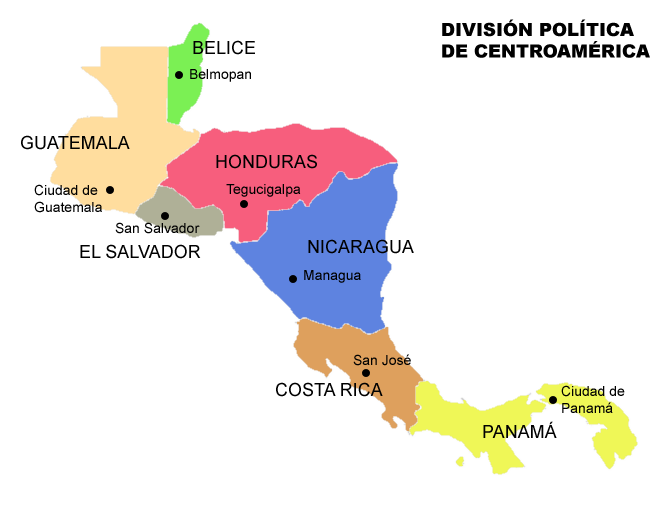
Carte de l'Amérique centrale.

Le Honduras a pour adversaires les plus réguliers ses plus proches voisins, qu'il affronte lors des compétitions régionales, au sein de l'Union centre-américaine de football (UNCAF) et de la Confédération de football d'Amérique du Nord, d'Amérique centrale et des Caraïbes (CONCACAF).
Parmi eux, les duels les plus récurrents l'opposent au Salvador, pays limitrophe avec lequel il engage en 1969 la « Guerre de Cent Heures », et le Costa Rica, l'adversaire qu'il rencontre régulièrement lors des matchs décisifs et avec lequel il nourrit la rivalité la plus équilibrée. Le Clásico centroamericano (es) est le nom donné à cette dernière rivalité sportive. Elle est exacerbée par le fait qu'au niveau de l'Amérique centrale les deux sélections ont remporté l'essentiel des trophées de la Coupe centraméricaine et rivalisent au plus grand nombre de participations à la Coupe du monde.

## Identité
Les joueurs honduriens reprennent le surnom donné aux habitants du Honduras : los Catrachos. Ce mot reprend le nom du général Florencio Xatruch, qui a conduit au XIXe siècle l'armée nationale contre celle de l'aventurier américain William Walker. La sélection est également surnommée La H, reprenant la première lettre du nom du pays, ou encore La Bicolor, car la sélection porte les deux couleurs, le bleu et le blanc, du drapeau national.
L'uniforme principal traditionnel de la sélection est entièrement blanc. Le maillot « extérieur » est bleu et blanc à rayures verticales.
| Domicile · traditionnel | Extérieur · traditionnel | 1982 | Domicile · 2010 | Extérieur · 2010 |

## Infrastructures

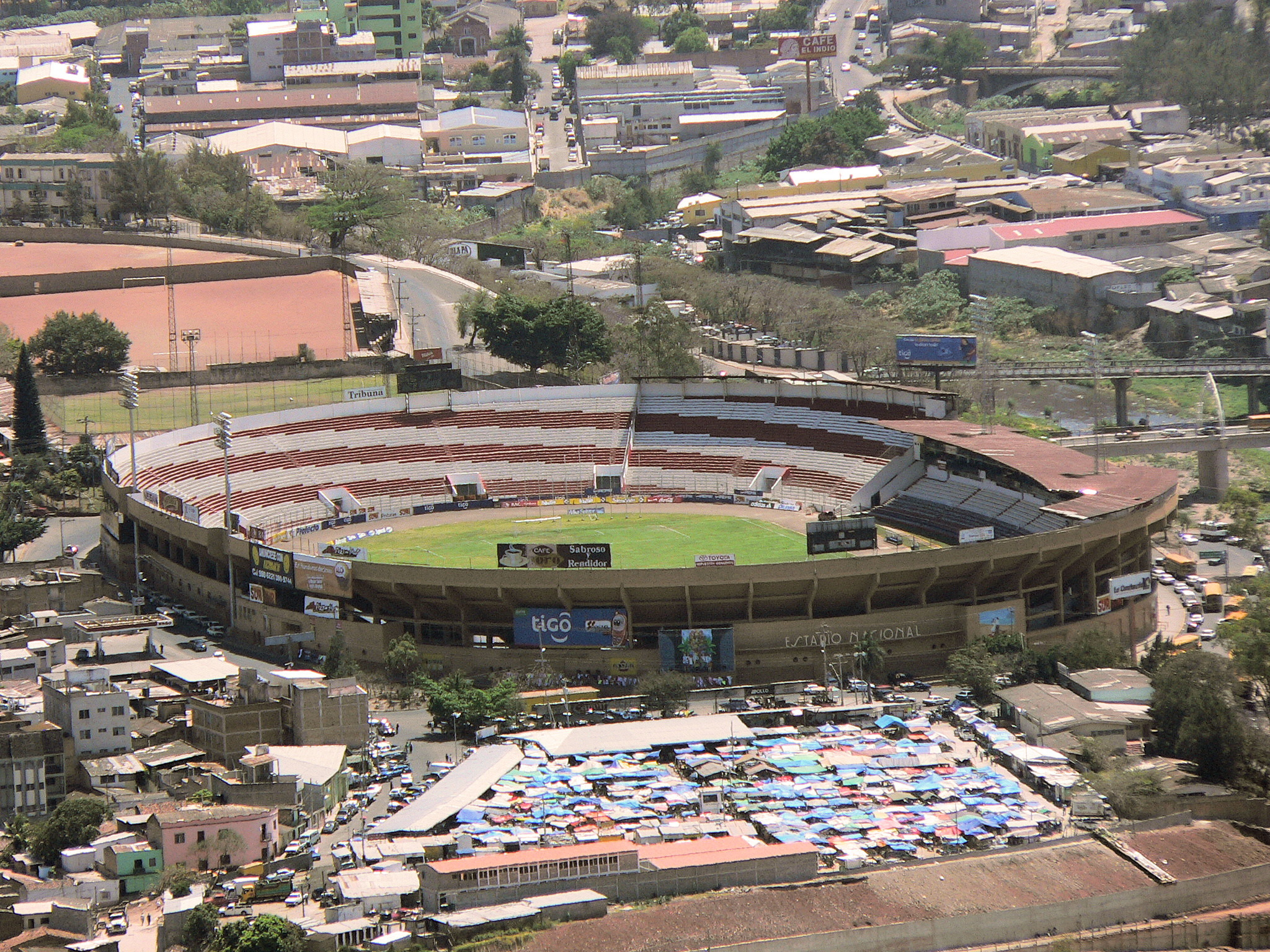
Le stade national du Honduras

Le stade national du Honduras, officiellement Estadio Tiburcio Carias Andino, est situé à Tegucigalpa, la capitale et la ville la plus importante du Honduras. Il est construit en 1948 sous l'administration du dictateur Tiburcio Carías Andino. Cette enceinte multi-sports contient 35 000 places.
La sélection y joue en alternance avec l’Estadio Olímpico Metropolitano en français : « Stade olympique métropolitain », situé à San Pedro Sula, bâti pour les Jeux sportifs centraméricains (es) de 1997. Avant la construction de ce dernier, l'équipe nationale utilisait le Stade Francisco Morazán, également situé à San Pedro Sula. Utilisé principalement pour des matchs de football mais aussi équipé pour des compétitions d'athlétisme, l'Estadio Olímpico Metropolitano a une capacité de 40 000 spectateurs.

## Personnalités

### Sélectionneurs
| Nom                           | Période                     |
| ----------------------------- | --------------------------- |
| Lurio Martínez                | 1953                        |
| Otto Bumbel                   | 1955-1957,                  |
| Elsy Núñez Gonzales           | 1960                        |
| Carlos Padilla Velásquez (en) | 1960, 1968-1974             |
| Mario Griffin Cubas           | 1961, 1968-1970             |
| Marinho Rodrigues (pt)        | 1964-1966                   |
| Sergio Lecea Fernández        | 1967                        |
| Peter Lange                   | 1974-1976                   |
| José de la Paz Herrera        | 1980-1986, 1988, 2003, 2005 |
| Flavio Ortega                 | 1991-1992, 2006             |
| Estanislao Malinowski         | 1992-1993                   |
| Julio González Montemurro     | 1993                        |
| Carlos Cruz Carranza          | 1995                        |
| Ernesto Rosa Guedes           | 1996                        |
| Miguel Company                | 1997-1998                   |
| Ramón Maradiaga               | 1996, 1998-2002             |
| Bora Milutinović              | 2003-2004                   |
| Raúl Martínez Sambulá         | 2006                        |
| Reynaldo Rueda                | 2007-2010                   |
| Juan de Dios Castillo         | 2010-2011                   |
| Luis Fernando Suárez          | 2011-2014                   |
| Hernán Medford                | juil. 2014-déc. 2014        |
| Jorge Luis Pinto              | déc. 2014-nov. 2017         |
| Carlos Tábora                 | 2018                        |
| Fabian Coito                  | jan. 2019-oct. 2021         |
| Hernán Darío Gómez            | oct. 2021-avr. 2022         |

José de la Paz Herrera, surnommé « Chelato Uclés », dirige le Honduras lors de son premier succès d'importance, la Coupe des nations de la CONCACAF 1981, qui qualifie la modeste sélection pour son premier mondial en 1982. Il réalise au total quatre mandats à la tête de la sélection hondurienne : de 1979 à 1982, de 1985 à 1987, de 1989 à 1990 puis de 2005 à 2006.
D'autres sélectionneurs se sont illustrés depuis lors. Le bon parcours à la Copa América 2001 est l’œuvre du Hondurien Ramón Maradiaga, ancien joueur international qui avait fait partie de la sélection hondurienne au Mundial 1982.
Plus récemment, la qualification à la Coupe du monde 2010 est le succès du Colombien Reynaldo Rueda, ancien sélectionneur de son pays. Le parcours décevant en Afrique du Sud lui coûte sa place. Il parvient quatre ans plus tard à réitérer la performance avec l'Équateur.
Enfin, la qualification du Honduras à la Coupe du monde 2014 est menée par son compatriote Luis Fernando Suárez, sélectionneur de l'Équateur lors de la Coupe du monde 2006.

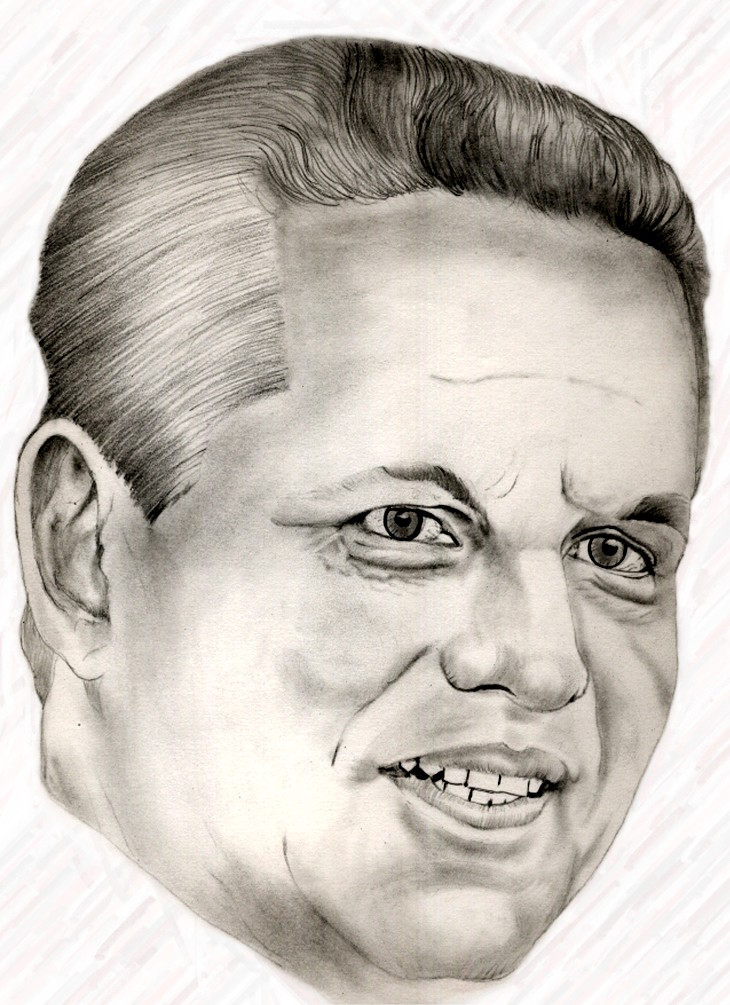
Portrait de Rueda en 2009.
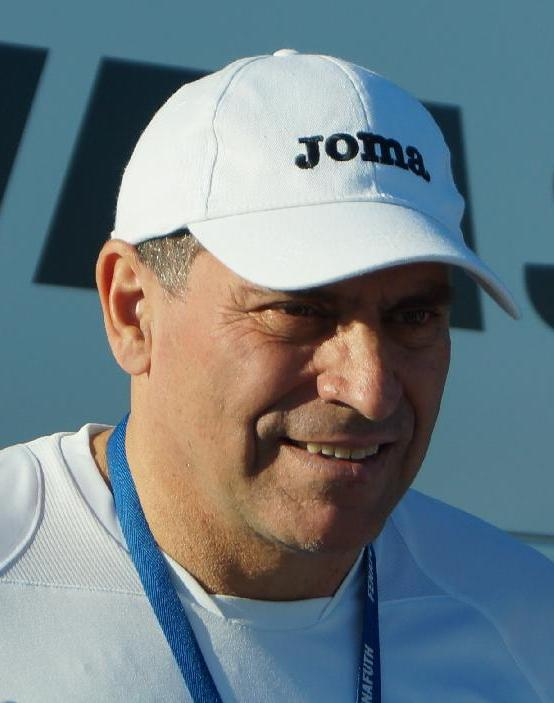
Portrait de Suárez en 2013.

### Joueurs emblématiques
| Sélections | Joueur              | Période   | Buts |
| ---------- | ------------------- | --------- | ---- |
| 178        | Maynor Figueroa     | 2003-….   | 5    |
| 138        | Amado Guevara       | 1994-2010 | 27   |
| 135        | Noel Valladares     | 2000-2016 | 0    |
| 128        | Óscar Boniek García | 2005-….   | 3    |
| 111        | Emilio Izaguirre    | 2007-.... | 5    |
| 101        | Carlos Pavón        | 1993-2010 | 57   |
| 97         | Wilson Palacios     | 2003-2014 | 5    |
| 87         | Danilo Turcios      | 1999-2010 | 7    |
| 86         | Milton Núñez        | 1994-2008 | 33   |
| 86         | Víctor Bernárdez    | 2004-2014 | 4    |

| Buts | Joueur           | Période   | Sél. |
| ---- | ---------------- | --------- | ---- |
| 57   | Carlos Pavón     | 1993-2010 | 101  |
| 35   | Wilmer Velásquez | 1994-2007 | 47   |
| 33   | Milton Núñez     | 1994-2008 | 86   |
| 32   | Carlo Costly     | 2007-….   | 77   |
| 28   | Nicolás Suazo    | 1991-1998 | 52   |
| 27   | Amado Guevara    | 1994-2010 | 138  |
| 21   | Jerry Bengtson   | 2010-….   | 59   |
| 19   | Eduardo Bennett  | 1991-2000 | 36   |
| 17   | David Suazo      | 1999-2012 | 58   |
| 16   | Saúl Martínez    | 2001-2009 | 35   |

La FIFA qualifie de « stars du passé » trois joueurs ayant connu à la fois l'épopée en Copa América 2001 et la qualification pour la Coupe du monde 2010, à la suite de laquelle ils arrêtent tous trois leur carrière internationale : 
- Amado Guevara, un milieu offensif qui a détenu le record national de sélections (138, entre 1994 et 2010)[29], avant d'être dépassé par Maynor Figueroa ;
- Carlos Pavón, le meilleur buteur de l'histoire de la sélection (57 buts en 101 sélections entre 1993 et 2010)[30] ;
- Danilo Turcios, un milieu de terrain défensif ayant honoré 86 sélections entre 1999 et 2010.

Parmi les autres joueurs importants, la FIFA cite pour la Coupe du monde 2010 l'attaquant David Suazo, le milieu défensif Wilson Palacios (qui est accompagné dans l'effectif hondurien lors du Mondial par ses deux frères Jerry et Johnny) et le milieu offensif Julio César de León ; pour la Coupe du monde 2014 le défenseur Emilio Izaguirre, le gardien de but Noel Valladares, et en attaque le « vétéran » Carlo Costly et le « prodige » Jerry Bengtson.

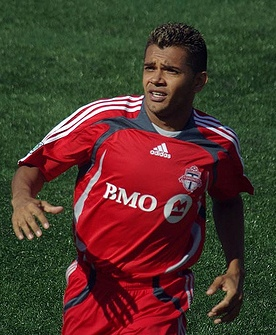
Amado Guevara en 2008.
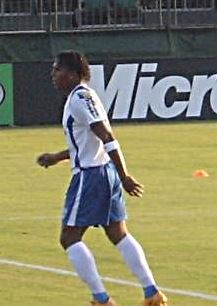
Carlos Pavón en 2008.

Principaux autres joueurs
- Edgar Álvarez
- Víctor Bernárdez
- Armando Betancourt
- Samuel Caballero
- Maynor Figueroa
- Oscar Boniek García
- Iván Guerrero
- Eduardo Laing
- Ramón Maradiaga
- Emil Martínez
- Jairo Martínez
- Milton Núñez
- Hendry Thomas
- Wílmer Velásquez
- Gilberto Yearwood
- Héctor Zelaya

### Effectif actuel
Liste des 26 joueurs convoqués pour la Gold Cup 2025.
Sélections et buts au 18 juin 2025